# HC-20
HC-20は、エプソンが1982年7月にリリースしたハンドヘルドコンピュータである。
日本初のハンドヘルドコンピュータであり当時136,800円で発売され、注目された。25万台を売り上げ、その後も後継機種がリリースされた。
マイクロソフト製BASICを内蔵。内蔵電池により最大約50時間の連続稼動が可能とされている。プログラムは、マイクロカセット（別売）に保存・読み出しが可能。
消耗品は21世紀を迎えた今も販売が継続されており、2021年6月現在、専用インクリボン（ERC-09B）とロール紙（8R1HC20）が容易に入手可能である。
また、海外ではHX-20として販売された。
類似商品としてTRS-80 Model 100が、1983年にリリースされている。
専門誌として、日本ソフトバンク・出版事業部より、「Oh! HC」が季刊で発行されていた。

## 諸元

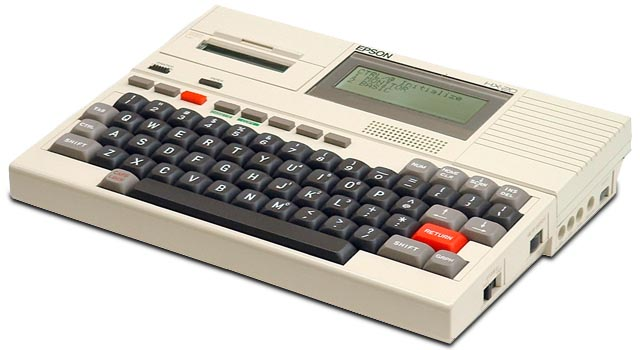
HX-20（HC-20の海外版）

- CPU：日立製 6301 614kHz（モトローラ 6800互換）
  - デュアルCPU構成(CPU間シリアル通信は38,400bps[3])
- メモリ： 
  - ROM：32Kバイト(標準) 最大40Kバイト
  - RAM：16Kバイト
- キーボード：タイプライタ型 68キー
- 液晶表示部：
  - テキスト20桁×4行
  - 文字フォント：5×7ピクセル
  - グラフィック：120×32ピクセル
- プリンター：24ドット インパクトドットマトリクス方式
- 拡張インタフェイス：カートリッジ、オーディオカセット、バーコードリーダー RS-232C、シリアル
- 電源：内蔵ニッケルカドミウム電池、ACアダプタ (100V)
- 外形寸法：(W)290×(D)215×(H)44mm
- 重量：約1.6kg

## 周辺機器
- マイクロカセットドライブ
  - 本体右上のカートリッジI/F用。25,800円
  - BASICから「WIND 〈テープカウンタ〉」で任意のテープカウンタに早送り・巻き戻しができる。「WIND」のみでテープを巻き戻してテープカウンタを0にリセットする。
- ROMカートリッジ
  - ROM 8KBまたは16KB。本体右上のカートリッジI/F用
- 拡張ユニット
  - RAM 16KB＋ROM 16KB または RAM 8KB＋ROM 24KB または ROM 32KB
- ディスプレイコントローラ
  - テキスト: 32桁×16行
  - グラフィック: 128×96ドット×2色 または 128×64ドット×4色（2セット）
  - コンボジットまたはRF出力
- ターミナルフロッピー TF-20[4]
  - 5インチ 両面倍密度（2D）×2ドライブ
- パーソナルカプラ CP-20
  - 300bps 全二重/半二重

## 後継機種
- HC-40
- HC-80
- HC-88